# Viburnum
Viburnum L. (vernacular, viburno) é um gênero botânico pertencente a família das Adoxaceae. Este gênero já pertenceu a famílias das Caprifoliaceae. É constituído por aproximadamente 340 espécies.

## Descrição
São arbustos ou pequenas árvores, nativas das regiões temperadas do hemisfério norte, com algumas espécies se estendendo pelas regiões tropicais montanhosas da América do Sul e sudeste da Ásia. Na África, o gênero é encontrado confinado na Cordilheira do Atlas.
Muitas espécies híbridas e cultivares do Viburnum se tornaram populares  como plantas ornamentais usadas em paisagismo, devido a beleza de sua flores e bagas.

## Espécies
| - Viburnum acerifolium - Viburnum lantana - Viburnum lentago - Viburnum opulus | - Viburnum prunifolium - Viburnum tinus - Viburnum treleasei - Viburnum trilobum |

- Lista completa

## Classificação do gênero
| Sistema | Classificação                     | Referência               |
| ------- | --------------------------------- | ------------------------ |
| Linné   | Classe Pentandria, ordem Trigynia | Species plantarum (1753) |